# Aasee-Triathlon

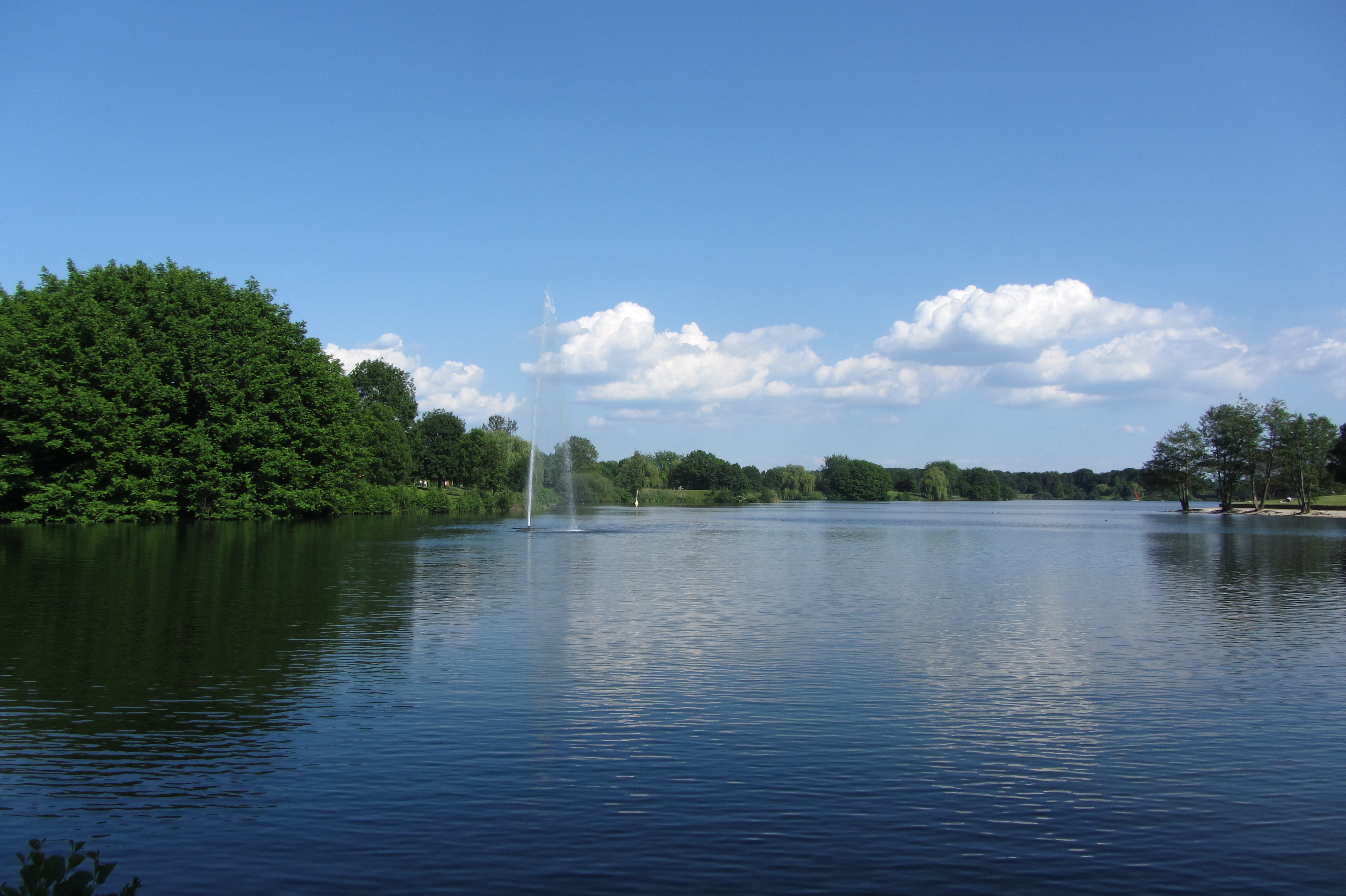
Der Bocholter Aasee

Der Aasee-Triathlon ist eine seit 1987 jährlich durch den Bocholter Wassersportverein ausgerichtete Triathlon-Sportveranstaltung rund um den Aasee in Bocholt.

## Organisation
Der erste Bocholter Aasee-Triathlon wurde am 13. Juli 1987 ausgetragen. Nach bescheidenen Anfängen wird der Aasee-Triathlon mittlerweile jährlich mit rund 150 Helfern und 1.000 Teilnehmern ausgetragen. Nach Freischalten der Online-Anmeldung etwas mehr als ein halbes Jahr vor dem Aasee-Triathlon 2015 dauerte es nach Angaben des Veranstalters rund 30 min, bis die Volksdistanz ausgebucht war, die Mitteldistanz folgte 1 Stunde später. Die letzten Plätze auf der Sprint- und Bocholter Distanz fanden nach ca. 15 Stunden ihre glücklichen Besitzer.
Der Triathlon wird sowohl als olympische Distanz, als Mitteldistanz und als Sprinttriathlon ausgetragen. Darüber hinaus gibt es Schülerwettbewerbe sowie Staffeln. Das Schwimmen erfolgt im Aasee, die Radstrecke ist seit 2010 eine Wendepunktstrecke auf der komplett für den Verkehr gesperrten Bundesstraße 67, die Laufstrecke erstreckt sich wiederum am Aasee entlang.
Am 11. Juni 2017 wird das Rennen zum 30. Mal ausgetragen.

## Ergebnisse

### Olympische Distanz (Kurzdistanz)
Das Rennen auf der olympischen Distanz geht über 1,5 km Schwimmen, 40 km Radfahren und 10 km Laufen.
| Datum/Jahr      | Männer                | Männer             | Männer               | Frauen                | Frauen             | Frauen             |
| Datum/Jahr      | Erster Platz          | Zweiter Platz      | Dritter Platz        | Erster Platz          | Zweiter Platz      | Dritter Platz      |
| --------------- | --------------------- | ------------------ | -------------------- | --------------------- | ------------------ | ------------------ |
| 10. Juni 2018   | Jens Gosebrink        | Chris Zimmermann   | Nico Grünke          | Simone Terheggen      | Friederike Fell    | Rebecca Eberhardt  |
| 12. Juni 2016   | Jörg Wittag           | Timo Schaffeld     | Yves Reinders        | Charlotte Lenting     | Fenna Heijnen      | Anne Oltvoort      |
| 14. Juni 2015   | Andreas Niedrig -6-   | Jörg Wittag        | Clemens Sandscheper  | Eva Rappers           | Simone Terheggen   | Sonja Thole        |
| 15. Juni 2014   | Jörg Wittag -2-       | Jens Gosebrink     | Karsten Stichler     | Iris Dijkstra         | Birte Rohs         | Marlene Feldmann   |
| 16. Juni 2013   | Luuk Siemes           | Kai Hesterwerth    | Kalle Schulz         | Anke Schmitz-Elvenich | Femke Huijbreghts  | Gabriele Jansen    |
| 17. Juni 2012   | Jörg Wittag -1-       | Andreas Hanisch    | Kai Kukielka         | Petra Krallmann-Brüll | Birte Rohs         | Nina Koopmann      |
| 19. Juni 2011   | Henning Schoelen      | Jörg Wittag        | Patrick Loeb         | Monique Burger -3-    | Birte Rohs         | Stefanie Loeb      |
| 13. Juni 2010   | Olivier Esser         | Patrick Loeb       | Daniel Heddendorp    | Monique Burger -2-    | Birte Rohs         | Christine Kuper    |
| 14. Juni 2009   | Stefan Werner -2-     | Thomas Seelen      | Christian Hölter     | Monique Burger -1-    | Birte Rohs         | Melanie Prager     |
| 15. Juni 2008   | Andreas Niedrig -5-   | Stefan Werner      | Lothar Leder         | Rina Zijgers          | Stefanie Loeb      | Julia Stinner      |
| 10. Juni 2007   | Oliver Strankmann     | Stefan Werner      | Tobias Jazbec        | Rachel Bellinga       | Nicole Kons        | Nina Koopmann      |
| 11. Juni 2006   | Andreas Niedrig -4-   | Georg Potrebitsch  | Thomas Seelen        | Nina Kraft -4-        | Stefanie Glasenapp | Rina Zijgers       |
| 26. Juni 2005   | Stefan Werner -1-     | Alexander Janitzki | Johannes Harbering   | Birgit Euscher        | Birgit Wellmanns   | Kerstin Heise      |
| 4. Juli 2004    | Richie Cunningham -2- | Chippy Slater      | Alexander Janitzki   | Nina Kraft -3-        | Jenni Erskine      | Melanie Vörös      |
| 7. Juli 2002 1  | Andreas Niedrig -3-   | Craig Cunningham   | Guido Gosselink      | Nina Kraft -2-        | Jenni Erskine      | Andrea Brede       |
| 13. Aug. 2000 1 | Richie Cunningham -1- | Andreas Niedrig    | Chippy Slater        | Nina Kraft -1-        | Kirsten Molloy     | Ina Reinders       |
| 23. Aug. 1998   | Heiko Tewes           | Andreas Niedrig    | Klaus Eckstein       |                       |                    |                    |
| 14. Aug. 1996   | Andreas Niedrig -2-   | Aleksej Priakhin   | Yves Reinders        |                       |                    |                    |
| 23. Aug. 1995   | Andreas Niedrig -1-   | Sven Riedesel      | Stefan Künzler       |                       |                    |                    |
| 21. Aug. 1994   | Jos Everts            | Klaus Eckstein     | Yves Reinders        | Doris Bruns-Boeck     |                    | Karin Cirkel       |
| 30. Aug. 1992   | Achim Demming -5-     | Götz Kreisel       | Stefan Maschewski    | Katharina Maiwald     | Irina Euteneuer    | Monika Voss        |
| 7. Juli 1991    | Achim Demming -4-     | Andreas Tappe      | Dimitri Stefas       | Ute Risken            | Karin Packhäuser   | Kirsten Klammer    |
| 11. Aug. 1990   | Achim Demming -3-     | Yves Reinders      | Andreas Uphues       | Bettina Korhus-Humpe  | Imke Höfling       | Maria Auging       |
| 19. Aug. 1989   | Achim Demming -2-     | Bob Rave           | Thomas Seelen        | Klaudia Lötting       | Maria Hüging       | Christiane Kempkes |
| 20. Aug. 1988   | Achim Demming -1-     | Jürgen Rutert      | Dimitri Stefas       | Jutta Mumbeck         | Elisabeth Wissing  | -                  |
| 13. Juli 1987   | Ralf Elting           | Andreas Steinkopf  | Christoph Zimmermann | -                     | -                  | -                  |

### Mitteldistanz
Das Rennen auf der Mitteldistanz geht über 2 km Schwimmen, 90 km Radfahren und 20 km Laufen.
| Datum/Jahr    | Männer                 | Männer             | Männer          | Frauen          | Frauen                | Frauen           |
| Datum/Jahr    | Erster Platz           | Zweiter Platz      | Dritter Platz   | Erster Platz    | Zweiter Platz         | Dritter Platz    |
| ------------- | ---------------------- | ------------------ | --------------- | --------------- | --------------------- | ---------------- |
| 10. Juni 2018 | Patrick Dirksmeier     | Ruben Zepuntke     | Timo Schaffeld  | Mareen Hufe -5- | Hannah Arlom          | Andrea Osterkamp |
| 12. Juni 2016 | Mathieu Pohl           | Jens Gosebrink     | Stefan Janssen  | Mareen Hufe -4- | Linda van Bemmel      | Mareike Eißmann  |
| 14. Juni 2015 | Alexander Janitzki -2- | Eddy Lamers        | Martijn Paalman | Kirsten de Baey | Linda van Bemmel      | Birgit Querdel   |
| 15. Juni 2014 | Eddy Lamers            | Alexander Janitzki | Roland De Haan  | Petra Stoeppler | Birgit Querdel        | Marian Van Hilst |
| 16. Juni 2013 | Stefan Werner          | Matthias Epping    | Eddy Lamers     | Mareen Hufe -3- | Grada Boschker        | Petra Stoeppler  |
| 17. Juni 2012 | Jan Blokland           | René Poppe         | Holger Hüpen    | Monique Burger  | Sandra Wullenkord     | Marian Van Hilst |
| 19. Juni 2011 | Diederik Scheltinga    | Bernard Hilferink  | Jan Blokland    | Mareen Hufe -2- | Grada Boschker        | Cynthia Weber    |
| 13. Juni 2010 | Alexander Janitzki -1- | Eddy Lamers        | Heiko Tewes     | Mareen Hufe -1- | Petra Krallmann-Brüll | Grada Boschker   |
| 14. Juni 2009 |                        |                    |                 |                 |                       |                  |
| 15. Juni 2008 |                        |                    |                 |                 |                       |                  |
| 10. Juni 2007 |                        |                    |                 |                 |                       |                  |
| 11. Juni 2006 |                        |                    |                 |                 |                       |                  |
| 26. Juni 2005 |                        |                    |                 |                 |                       |                  |
| 4. Juli 2004  |                        |                    |                 |                 |                       |                  |